# Ratio Studiorum
La Ratio Studiorum (« plan des études ») est le document qui définit le système de formation d'un ordre religieux.
L'un des plus connus expose les fondements du système éducatif jésuite. Paru en 1599, il a pour titre complet Ratio atque Institutio Studiorum Societatis Iesu. Il est l'œuvre d'un groupe de pédagogues réunis au Collège romain, qui était à l'époque le collège jésuite de Rome.

## Histoire
À l'origine, Ignace de Loyola n'avait pas considéré l'enseignement comme étant une priorité apostolique de la jeune Compagnie de Jésus. Cependant, l'expérience encourageante de Claude Le Jay à Ingolstadt, l'opinion favorable des autres premiers compagnons et la demande pressante d'autorités civiles le firent changer d'avis. Le premier collège jésuite est celui de Messine en Sicile (1548) : un large groupe de pères y est envoyé par Ignace.
Trois ans plus tard, en 1551, Ignace lui-même ouvre le collège romain, à Rome : il deviendra plus tard l'Université grégorienne. Le développement est rapide. La Compagnie s'implique de plus en plus dans l'enseignement. Tout un réseau de collèges se met en place. Les établissements créent leur propre plan d'études (rationes). Ignace de Loyola informe lui-même, dans les Constitutions de l'Ordre que «tout cela [l'organisation pédagogique] sera traité à part et en détail dans un traité, approuvé par le Préposé Général et auquel nous renvoie la présente Constitution» [N°455].
De plus en plus de jeunes gens rejoignaient la Compagnie sans avoir reçu la formation intellectuelle nécessaire au sacerdoce. Les jésuites voulaient également disposer d'un programme de formation qui leur soit propre. Pour toutes ces raisons, une meilleure coordination et la définition d'un plan d'études commun était souhaitée par beaucoup.
Sous le généralat de Claudio Acquaviva, en 1581, un comité de douze prêtres jésuites fut mis en place, sans résultat. Acquaviva constitua un nouveau comité en 1584 ; on y trouvait Juan Azor, un Espagnol, Gaspar González, un Portugais, James Tyrie, un Écossais, Anthony Ghuse et Peter Buys, des Pays-Bas méridionaux, et Stefano Tucci, un Sicilien. Ils rédigèrent tout d'abord un projet de document, le Ratio de 1586, qui fut envoyé aux différentes provinces de la Compagnie pour en recevoir commentaires et réactions des enseignants même. Après l'étude des réactions, un nouveau document fut publié en 1591, pour être appliqué à l'essai dans tous les établissements jésuites pendant trois ans. Cette expérience conduisit à de nouvelles modifications, et finalement, en 1599, à la version définitive du document.

## Description

### LaRatio Studiorumde 1599
La Ratio Studiorum sort de presse à Naples le 8 juillet 1599. Tout y est méticuleusement détaillé : la longueur des cours, les horaires, les manuels scolaires qui conviennent, les auteurs latins et grecs à lire et étudier, et surtout la pédagogie, à savoir : comment assimiler la matière proposée au moyen de la pré-lecture, lecture, les répétitions, discussion publiques (débats, déclamations, etc.) et composition écrites. Pas moins de 30 séries de « règles » sont édictées, comme suppléments à la Ratio Studiorum, pour les différents acteurs de l'enseignement : règles pour le provincial, pour le recteur, les préfets d'études et de discipline, l'étudiant, le professeur, les académies, etc. Ce code d'éducation reste inchangé jusqu'en 1773, lorsque la Compagnie de Jésus est supprimée.
Concernant l'enseignement de la théologique et de la philosophique, la Ratio Studiorum de 1599 fait une place à Thomas d'Aquin et à la théologie scolastique, à Aristote pour ce qui est de la philosophie. Au départ la commission chargée de la rédaction des directives proposa 597 points issus de la Somme théologique à enseigner, puis ce nombre fut ramené à 130 par les professeurs du Collège romain avant que le Saint-Office s'oppose à de telles directives craignant qu'au final on se lance dans une classification des propositions de saint Thomas. On en resta à des recommandations générales.

### LaRatio Studiorumde 1832, revu en 1858
Après la restauration des Jésuites en 1814, la Ratio Studiorum est revue une première fois en 1832 et une seconde fois en 1858. Roothan devenu préposé-général de l'ordre en 1829 réunit à Rome des jésuites expérimentés pour travailler à la mise à jour du Ratio Studiorum. Dans cette commission les jésuites Francesco Manera, Vicente Garofalo, Jean-Nicolas Loriquet, Joseph Von Hecke et Manuel Gil joueront un rôle essentiel. Le nouveau texte fruit de trois années de travaux est publié le 25 juillet 1832. Roothan précise dès sa sortie qu'il s'agit d'un texte de référence devant être mis à l'essai. Il sera de nombreuses fois amendé.
Ce texte introduit néanmoins de vrais changements par rapport à la Ratio Studiorum de 1559. L'idée d'internat est reprise. L'enseignement n'est plus gratuit. Le latin reste la langue d'enseignement mais les élèves ne sont plus astreints à s'exprimer dans cette langue. Cicéron n'est plus le seul auteur autorisé pour son apprentissage. Si l'hébreu et l'araméen sont encore enseignés, les langues vivantes entrent dans le programme. L'enseignement de la géographie et de l'histoire devient accessoire. La philosophie et la physique d'Aristote n'ont plus le monopole. La métaphysique sans être exclue laisse la place à la psychologie. L'accent est mis sur l'enseignement des mathématiques et des sciences (mécanique, hydraulique, dynamique...). L'électricité et le magnétisme entrent dans le programme, comme l'histoire naturelle.
Pour ce qui est de la pédagogie, le « théâtre jésuite » autrefois fameux est abandonné, jugé trop mondain.
Des mises à jour se font régulièrement depuis, la dernière ayant eu lieu en 1987. La Ratio Studiorum est devenue Caractéristiques de l'éducation jésuite.